# Jannick Buyla
Jannick Buyla Sam (Zaragoza, Aragón, España, 6 de octubre de 1998), conocido deportivamente como Jannick, es un futbolista hispano-ecuatoguineano que juega como centrocampista en el C. D. Numancia de la Segunda Federación y en la selección de Guinea Ecuatorial. Es hermano del también futbolista Hugo Buyla.

## Trayectoria
Jugador formado en la cantera del Club Deportivo Oliver y el Real Zaragoza, debutó el 24 de septiembre de 2017 con el Club Deportivo Tudelano en Segunda División B de España contra el Lealtad de Villaviciosa, durante el primer tramo de la temporada en la que el jugador zaragocista estaría cedido en el club navarro, tras finalizar su etapa como juvenil. En el mercado de invierno de esa temporada volvió a la disciplina maña para continuar su etapa en el filial, con el que descendió a Tercera División de España. 
La siguiente temporada, en Tercera, fue uno de los habituales de Javier Garcés, y en el partido de la segunda vuelta contra el Extremadura Unión Deportiva fue convocado por Víctor Fernández y debutó en la Segunda División de España el 11 de mayo de 2019 en el Estadio Francisco de la Hera de Almendralejo, disputando los últimos cinco minutos del encuentro más el añadido en sustitución de James Igbekeme en un partido en el que el Real Zaragoza se impondría por 0 a 3 al conjunto extremeño.
En 2021 fue cedido en dos ocasiones por el Real Zaragoza; el 28 de enero al UCAM Murcia de la Segunda División B y el 5 de julio al Club Gimnàstic de Tarragona. Tras esta segunda cesión rescindió su contrato con el conjunto aragonésy estuvo entrenando con el C. D. Teruel mientras encontraba equipo. Finalmente acabó fichando por el C. D. Badajoz el 5 de enero de 2023. Allí completó la temporada y la siguiente la empezó nuevamente sin equipo hasta que en noviembre se incorporó a la S. D. Logroñés. Dicho club le rescindió el contrato el 29 de enero de 2024 tras conocerse que presuntamente había intentado amañar un partido del C. D. Badajoz durante la temporada anterior. Por este motivo fue detenido por la Policía Nacional el mes siguiente, una vez ya había fichado por el Linares Deportivo.
El 29 de julio de 2024 se unió a la S. D. Tarazona que competía en la Primera Federación. Allí estuvo una temporada y en agosto de 2025 fichó por el C. D. Numancia.

## Selección nacional
En marzo de 2016 la selección de fútbol sub-20 de Guinea Ecuatorial convocaría a Jannick Buyla, aún en edad de juvenil, no llegando a debutar con dicha selección.
El 9 de septiembre de 2019 debutó con la selección absoluta de su país en partido oficial, siendo dicho encuentro la vuelta de la primera ronda de clasificación para el Mundial de 2022, contra Sudán del Sur, que acabaría con victoria por uno a cero de los ecuatoguineanos. En el mismo equipo estaría su compañero del Real Zaragoza Bikoro.

## Clubes
| Club                   | País   | Año       |
| ---------------------- | ------ | --------- |
| C. D. Tudelano         | España | 2017-2018 |
| Deportivo Aragón       | España | 2018-2020 |
| Real Zaragoza          | España | 2020-2021 |
| UCAM Murcia C. F.      | España | 2021      |
| Gimnàstic de Tarragona | España | 2021-2022 |
| Real Zaragoza          | España | 2022      |
| C. D. Badajoz          | España | 2023      |
| S. D. Logroñés         | España | 2023-2024 |
| Linares Deportivo      | España | 2024      |
| S. D. Tarazona         | España | 2024-2025 |
| C. D. Numancia         | España | 2025-     |